# 4 Batalion Forteczny
4 Batalion Forteczny (IV/20 pp) – pododdział piechoty Wojska Polskiego II RP improwizowany w kampanii wrześniowej 1939 roku.
Batalion nie występował w organizacji pokojowej wojska. Jego sformowania nie zakładano także w planie mobilizacyjnym „W”. Pododdział został zaimprowizowany 3 września 1939 roku, w garnizonie Kraków, z nadwyżek 20 pułku piechoty Ziemi Krakowskiej. Batalion składał się z trzech kompanii strzeleckich po około 160 żołnierzy uzbrojonych w karabiny i rkm-y oraz kompanii karabinów maszynowych liczącej 52 żołnierzy i dziewięć ckm bez biedek. Ponadto batalion posiadał trzy jednostki ognia i po jednym granacie na każdego żołnierza. Nie był natomiast wyposażony w kuchnie polowe i tabor. Jednostka została oddana do dyspozycji płk. Romana Gwelesianiego, dowódcy Obszaru Warownego „Kraków”.
4 września 1939 roku około godz. 10.00 baon, na polecenie płk. Gwelesianiego, wymaszerował z Krakowa w kierunku Tarnowa. Cekaemy i dwudniowy zapas żywności został załadowany na cztery podwody. Żołnierze otrzymali konserwy i suchary, jako porcję żelazną na trzeci dzień. W Grodkowicach kpt. Batko wyjechał motocyklem do Bochni w celu przygotowania kwater i kolacji dla baonu, lecz w drodze zagubił się i do jednostki już nie powrócił. Późnym wieczorem baon dotarł do Bochni, gdzie nocował.
5 września 1939 roku od godz. 5.00 baon kontynuował marsz w kierunku Tarnowa. Dowództwo jednostki objął por. Krawiec. W drodze do Tarnowa, z rozkazu gen. bryg. Boruty-Spiechowicza, baon osłaniał przemarsz kolumny artylerii. W Wojniczu baon skierował się na północ, przez Bogumiłowice i Wierzchosławice, do wideł Dunajca i Białej. Około godz. 17.00 baon przeprawił się promem przez Dunajec, poniżej ujścia Białej. Na drugim brzegu rzeki zajął stanowiska obronne mając za sąsiadów oddziały 24 DP.
7 września 1939 roku w godzinach rannych baon opuścił stanowiska nad Dunajcem i pomaszerował w kierunku Mielca przez Lisią Górę, Radomyśl Wielki i Piątkowiec. W lesie za m. Piątkowiec baon spędził noc. Następnego dnia pomaszerował przez Mielec w kierunku Kolbuszowej. Noc spędził w lesie, w rejonie wsi Przyłęk. Tam por. Krawiec włączył w skład batalionu drobne grupy żołnierzy i maruderów z różnych jednostek. Stan liczebny pododdziału zwiększył się do około 700 żołnierzy.
9 września 1939 roku baon kontynuował marsz do Kolbuszowej przez Siedlankę. Około godz. 12.00 przybył do Kolbuszowej. Pół godziny później do miasta wjechała kolumna dziewięciu samochodów ciężarowych dowodzona przez por. Pikułę z dowództwa 6 DP. Wymieniony oficer z rozkazu gen. Monda miał ewakuować napotkanych żołnierzy do Ulanowa. Por. Krawiec rozpoczął przygotowania do załadunku podległych mu żołnierzy na samochody. W tym samym czasie rozgorzał bój o miasto. Walkę rozpoczął ostrzał miasta z kierunku Nowej Wsi. Miasto stało się przedmiotem natarcia oddziałów niemieckiej 2 Dywizji Pancernej (2 pułk strzelców, I batalion 4 pułku pancernego i 2 kompania 38 batalionu przeciwpancernego). Około godz. 14.00 Niemcy mając wsparcie czołgów i artylerii przełamali pierwszą linię polskiej obrony i zajęli rynek. Następnie rozpoczęły się walki w rejonie zabudowań parafialnych i w końcu w Kolbuszowej Dolnej. Około godz. 17.00 wobec przewagi Niemców baon por. Krawca wycofał się do lasu na północ od m. Zarębki.
Równocześnie walkę z Niemcami prowadziła część batalionu KOP „Wołożyn” pod dowództwem kpt. Piotra Tymkiewicza znajdująca się od godzin rannych 9 września w lesie na wschód od Siedlanki. W południe tego dnia pododdział kapitana Tymkiewicza poprowadził natarcie na wzgórze w kierunku Nowej Wsi. Podstawą natarcia była droga Przyłęk-Kolbuszowa. Natarcie załamało się w ogniu niemieckich czołgów ze wzgórza. Kapitan Tymkiewicz wycofał się do Dąbrówki.
Oba oddziały polskie w czasie boju straciły 106 poległych, w tym około dziesięciu oficerów, ponad 300 rannych i ponad 600 wziętych do niewoli. Starty niemieckie wyniosły 8 oficerów i 86 żołnierzy zabitych oraz około 300 rannych.
W nocy z 9 na 10 września 1939 roku baon por. Krawca przemaszerował za San do Ulanowa. Następnego dnia pododdział przemaszerował z Ulanowa do Huty Deręgowskiej, a w nocy z 10 na 11 września do Ździar, gdzie został włączony do II batalionu 20 pułku piechoty. Por. Krawiec objął dowództwo 6 kompanii.
Obsada personalna baonu
- dowódca batalionu - kpt. rez. Batko[3]
- adiutant - por. Andrzej Krawiec[4] (od 5 IX 1939 dowódca baonu)
- dowódca 1 kompanii - ppor. rez. Balcer († 9 IX 1939 Kolbuszowa)
- dowódca 2 kompanii - ppor. rez. Tadeusz Sanicki
- dowódca 3 kompanii - ppor. rez. Janicki
- dowódca kompanii ckm - ppor. rez. Jerzy (Józef?) Warchałowski[5] (od 5 IX 1939 adiutant baonu † 9 IX 1939 Kolbuszowa)
- dowódca plutonu - ppor. rez. Rożanowicz (od 5 IX 1939 dowódca kompanii ckm)